# Висока школа струковних студија за васпитаче Шабац
Висока школа струковних студија за васпитаче је самостална високошколска установа у Шапцу. 
Налази се у улици Добропољска 5.

## Историјат
Висока школа струковних студија за васпитаче је уписанa у судски регистар код Трговинског суда у Ваљеву 2. октобра 2007. Има дозволу за рад Министарства просвете Републике Србије од 31. јула 2007. са допунама дозволе за рад за студијске програме. Бави се високим струковним образовањем, образовањем одраслих и образовањем током читавог живота, истраживачким радом, стручним образовањем и усавршавањем, издавачком делатношћу у вези са истраживачким и наставним радом, трговином на мало – књигама и обрасцима, организовањем симпозијума, стручних састанака и друго, библиотечким и документационим пословима, финансијско–материјалним, помоћно–техничким и другим пословима у вези са остваривањем делатности.
Од школске 2007—2008. године, на начелима Болоњске декларације, реализује основне струковне студије и акредитоване студијске програме Образовање струковних васпитача предшколске деце, који је поново акредитован 2012, и Струковни васпитач деце јасленог узраста, акредитован 2012. Од 2009. до 2019. је реализовала пет акредитованих студијских прoграма на специјалистичким струковним студијама: Образовање струковних васпитача – специјалиста за физичко васпитање, Образовање струковних васпитача – специјалиста за методику реализације припремног предшколског програма, Образовање струковних васпитача – специјалиста за музичкосценски израз, Образовање струковних васпитача – специјалиста за ликовно васпитање и Образовање струковних васпитача – специјалиста за рад са децом раног узраста.
Данас су активна два студијска програма на основним студијама: Струковна медицинска сестра васпитач акредитован 2016, а реакредитован 2021, и Струковни васпитач који је акредитован 2017, а реакредитован 2022. Од 2017. године реализује и мастер струковне студије, програм Струковни мастер васпитач, који је реакредитован 2022. Oд 2019. је Одсек студија за васпитаче и медицинске сестре васпитаче у саставу Академије струковних студија.